# CE Sabadell
Der Centre d’Esports Sabadell Futbol Club ist ein spanischer Fußballverein aus der katalanischen Stadt Sabadell. Derzeit spielt der Klub, der bereits 14 Jahre in der Primera División vertreten war, in der drittklassigen Primera División RFEF.

## Geschichte
CE Sabadell wurde bereits 1903 gegründet und zählt somit zu den ältesten Fußballklubs Spaniens. Aufgrund der eigenwilligen Trikots werden sie von den Fans liebevoll als Harlekins bezeichnet. Den ersten und wohl auch größten Erfolg feierte CE Sabadell im Jahr 1935, als man es bis ins Finale des spanischen Pokals brachte, wo man dem FC Sevilla mit 0:3 unterlag. 1943 gelang erstmals der Aufstieg in die Primera División, wo man insgesamt 14 Spielzeiten bestritt. Die besten Resultate waren ein fünfter Endrang 1946/47 sowie ein vierter 1968/69. Letzteres berechtigte den Klub auch zur Teilnahme am Messepokal 1969/70, wo man allerdings in der ersten Runde gegen den FC Brügge unterlag. Die letzte Saison in der Primera División bestritt CE Sabadell 1987/88.

## Erfolge
- Copa Catalunya: 1933/34
- Copa del Rey: Finalist 1935
- Messepokal: Teilnahme 1969/70

## Bilder vom Estadi Nova Creu Alta

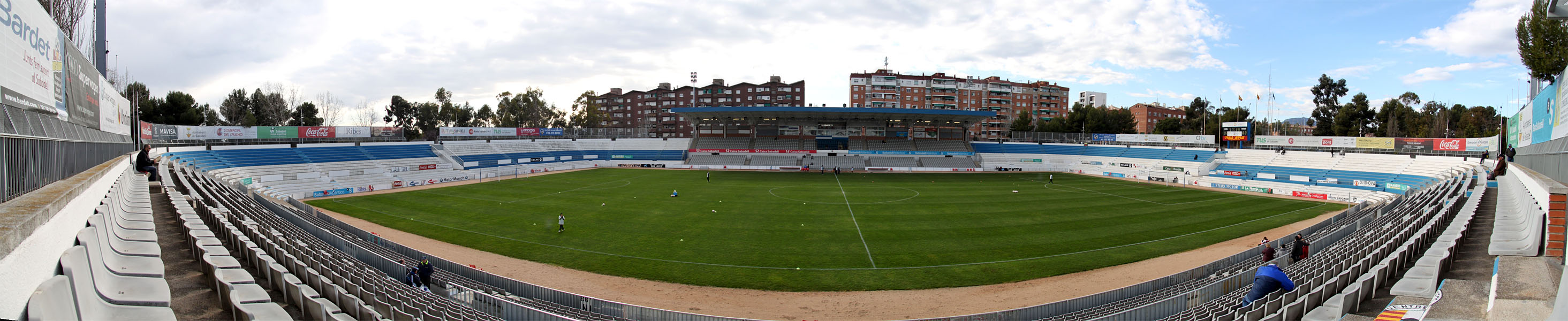
Panorama von Estadi Nova Creu Alta
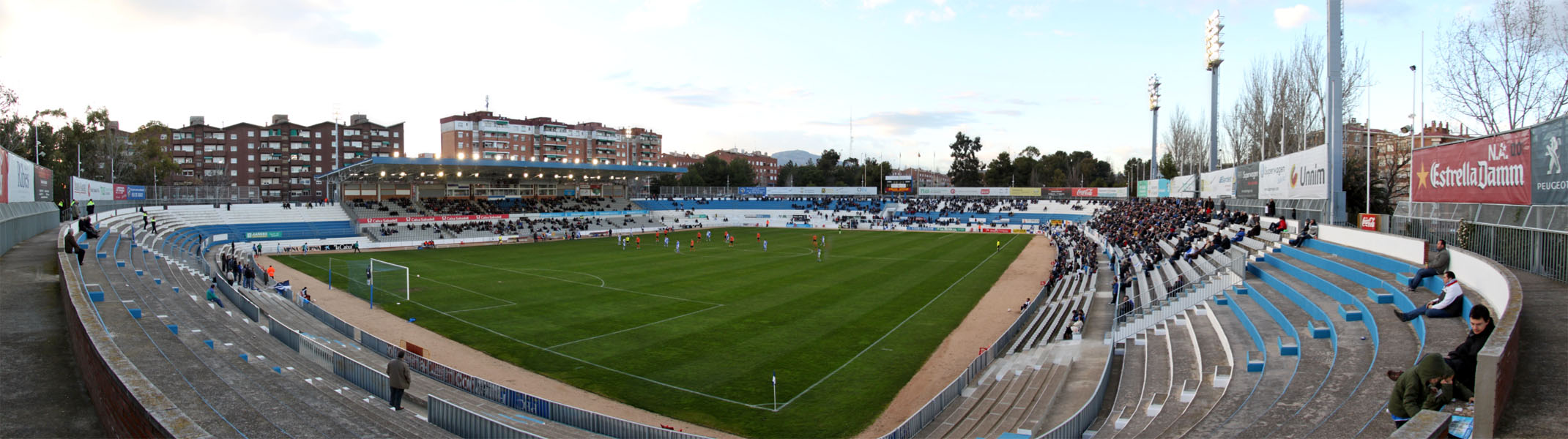
Estadi Nova Creu Alta am 27. Februar 2011, Spiel CE Sabadell gegen CF Gandia

## Trainer
- Rubi (2004–2005)